# R30: 30th Anniversary World Tour
R30: 30th Anniversary World Tour är en live-DVD av det Kanadensiska progressiv rock-bandet Rush, släppt den 22 november 2005.

## Låtista

### DVD 1
1. "R30 Overture" - ("Finding My Way", "Anthem", "Bastille Day", "A Passage to Bangkok", "Cygnus X-1", "Hemispheres")
2. "The Spirit of Radio"
3. "Force Ten"
4. "Animate"
5. "Subdivisions"
6. "Earthshine"
7. "Red Barchetta"
8. "Roll the Bones"
9. "The Seeker"
10. "Tom Sawyer"
11. "Dreamline"
12. "Between the Wheels"
13. "Mystic Rhythms"
14. "Der Trommler"
15. "Resist"
16. "Heart Full of Soul"
17. "2112"
18. "Xanadu"
19. "Working Man"
20. "Summertime Blues"
21. "Crossroads"
22. "Limelight"

Längd2 timmar och 10 minuter

### DVD 2
1. Fly by Night - Church Session Video (1975)
2. Finding My Way – MPEG1 from Rock Concert
3. In the Mood – MPEG1 from Rock Concert
4. Circumstances
5. La Villa Strangiato
6. A Farewell to Kings - Seneca College Theatre (1977)
7. Xanadu - Seneca College Theatre (1977)
8. Soundcheck: Various Songs - Ivor Wynne Stadium (1977)
9. Freewill - Toronto Rocks / Rolling Stones Concert (2003)
10. Closer to the Heart - Canadian Tsunami Disaster Fund charity telethon performance on CBC television (2005)
11. Interview Footage (1979) - Interview with Geddy Lee at Ivor Wynne Stadium – A Farewell to Kings Tour
12. Interview Footage (1980) - Studio interview at Le Studio recording studio in Quebec featuring all 3 members
13. Interview Footage (1990) Artist of the Decade (1980s) featuring all 3 members
14. Interview for release of the album Vapor Trails (2004)
15. CBC  Television: Juno Awards news report - RUSH induction into the Canadian Music Hall of Fame (1994)

Längd1 timma och 30 minuter

### CD 1
1. "R30 Overture"
2. "The Spirit of Radio"
3. "Force Ten"
4. "Animate"
5. "Subdivisions"
6. "Earthshine"
7. "Red Barchetta"
8. "Roll the Bones"
9. "The Seeker"
10. "Tom Sawyer"
11. "Dreamline"

Längd61:19

### CD 2
1. "Between the Wheels"
2. "Mystic Rhythms"
3. "Der Trommler"
4. "Resist"
5. "Heart Full of Soul"
6. "2112"
7. "Xanadu"
8. "Working Man"
9. "Summertime Blues"
10. "Crossroads"
11. "Limelight"

Längd61:11